# From Jennifer
Série
2 Jennifer
(2017)
Pour plus de détails, voir Fiche technique et Distribution.
From Jennifer, parfois stylisé comme #FromJennifer, est une comédie d’horreur américaine, sortie en 2016, écrite et réalisée par Frank Merle. Le film met en vedettes Danielle Taddei et Derek Mears dans le rôle d’un duo improbable qui complote pour devenir des célébrités sur Internet en filmant et en publiant un complot de vengeance scandaleux.
Le 17 octobre 2016, The Hollywood Reporter a annoncé que l’icône de l’horreur Tony Todd, connu pour avoir joué Candyman, rejoignait le casting dans le rôle du manager de Jennifer, Chad Wolfe.
Lorsque la première bande-annonce a été publiée le 19 janvier 2017 par la Horror Society, il a été confirmé que le casting comprenait Derek Mears, mieux connu sous le nom de Jason Voorhees dans Vendredi 13 en 2009 et Aaron Abrams de Hannibal et Blindspot de TV. Le personnage principal est joué par Danielle Taddei, dont le travail passé comprend Pretty Little Liars et Tout le monde déteste Chris.
From Jennifer est un film autonome, relié à To Jennifer uniquement par le titre et les éléments thématiques. James Cullen Bressack est crédité en tant que producteur exécutif sur From Jennifer.
Le titre stylisé du hashtag fait référence à l’obsession du personnage principal pour la célébrité sur Internet.

## Synopsis
Jennifer Peterson (Danielle Taddei) vit une semaine très difficile. Elle a été virée d’un tournage de film, son manager vient de la laisser tomber, et son petit ami (Derek Mears) l’a larguée, mais pas avant d’avoir publié une sextape d’eux ensemble. Mais Jennifer a décidé de changer les choses : elle élabore un complot qu’elle appelle « Revenge porn revenge », dans lequel elle prévoit de régler ses comptes en filmant une vidéo dévastatrice et élaborée et en la publiant en ligne, se rendant au passage célèbre. Mais comme tout le reste dans sa vie ces derniers temps, son complot de vengeance ne se déroule pas comme prévu, et elle va laisser dans son sillage une choquante traînée de carnage.

## Distribution
- Danielle Taddei : Jennifer Peterson
- Tony Todd : Chad Wolfe
- Derek Mears : Butch Valentine
- Aaron Abrams : Ralph Sinclair
- Meghan Deanna Smith : Stephanie Hart
- Trae Ireland : Robert Brown
- Curtis Kingsley : Victor
- Sarah Allyn Bauer : Elizabeth
- Charles Chudabala : Charlie[3]
- Neil Garguilo : Gavin Trask
- Kurt Maloney : Todd
- Justin Michael Terry : Adam
- Travis Richardson : Owen
- Ryan Marsico : Phil
- Christopher Mathieu : Jerry
- Devin Reeve : Slick
- Jason Murphy : Gil
- Jenny Brezinski : Fredricka
- Keith Korneluk : Harold
- Mike Capes : Eddie

## Versions
La première apparition publique du film a été en tête d’affiche du Festival international du film de l'Illinois 2017, où il a remporté le prix du meilleur réalisateur. Il a depuis été projeté dans de nombreux autres festivals de films et a remporté plusieurs prix supplémentaires, dont celui du meilleur acteur dans un second rôle (Tony Todd) et de la meilleure comédie d’horreur au Festigious Film Festival, du meilleur film d’horreur / comédie aux Los Angeles Film Awards, du prix du public aux Los Angeles Movie Awards, Meilleur long métrage narratif et meilleure actrice (Danielle Taddei) au Mindfield Film Festival.
Il a eu une sortie limitée en salles à partir du 19 septembre 2017, suivie d’une sortie par câble et numérique le 26 septembre 2017 avec une sortie DVD le 13 février 2018. Le DVD comprend des scènes supprimées, des scènes d’ouverture et de clôture alternées, des prises de vue et une piste de commentaires du réalisateur.

## Réception critique
Les critiques du film ont été globalement positives, les plus grands éloges étant pour les performances et le script de haut concept. Horror Society a écrit « l’obsession et la vengeance n’ont jamais été aussi belles » et a donné au film 9/10. Dread Central a donné au film quatre étoiles, en particulier Tony Todd « dans un rôle de retour d’horreur glorieux qui vous fera frissonner et rire ». Sinful Celluloid a écrit : « Si vous êtes un amateur de sensations fortes et un accro à l’horreur, je vous recommande vivement de regarder cela et d’explorer votre psychologie intérieure. » PopHorror.com a écrit : « Ce film est un grand moment effrayant, faites-vous une faveur et voyez-le. »